# Северо-запад штата Минас-Жерайс (мезорегион)

Северо-запад штата Минас-Жерайс на карте.

Северо-запад штата Минас-Жерайс (порт. Mesorregião do Noroeste de Minas) — административно-статистический мезорегион в Бразилии, входит в штат Минас-Жерайс. Население составляет 366 418 человек (на 2010 год). Площадь — 62 413,180 км². Плотность населения — 5,87 чел./км².

## Демография
Согласно сведениям, собранным в ходе переписи 2010 г. Национальным институтом географии и статистики (IBGE), население мезорегиона составляет:
| Полное население                            | Полное население                            | Полное население                            | Полное население                            | 366 418 |
| ------------------------------------------- | ------------------------------------------- | ------------------------------------------- | ------------------------------------------- | ------- |
| в том числе:                                | Городское население                         | 286 618                                     | Процент городского населения, %             | 78,22   |
|                                             | Сельское население                          | 79 800                                      | Процент сельского населения, %              | 21,78   |
|                                             | Мужское население                           | 186 736                                     | Процент мужского населения, %               | 50,96   |
|                                             | Женское население                           | 179 682                                     | Процент женского населения, %               | 49,04   |
| Плотность населения, чел/км²                | Плотность населения, чел/км²                | Плотность населения, чел/км²                | Плотность населения, чел/км²                | 5,87    |
| Население мезорегиона в % к населению штата | Население мезорегиона в % к населению штата | Население мезорегиона в % к населению штата | Население мезорегиона в % к населению штата | 1,87    |

## Статистика
- Валовой внутренний продукт на 2003 год составляет 2 484 234 085,00 реалов (данные: Бразильский институт географии и статистики).
- Валовой внутренний продукт на душу населения на 2003 год составляет 7180,28 реалов (данные: Бразильский институт географии и статистики).
- Индекс развития человеческого потенциала на 2000 год составляет 0,757 (данные: Программа развития ООН).

## Состав мезорегиона
В мезорегион входят следующие микрорегионы:
1. Паракату
2. Унаи